# Garbarstwo

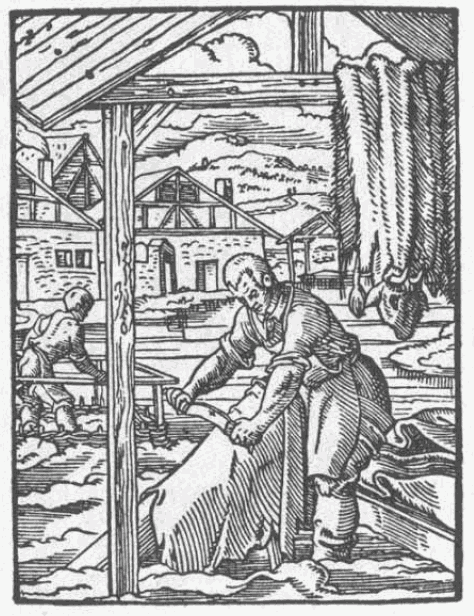
Garbarz – XVI w.

Garbarstwo – dziedzina rzemiosła lub przemysłu zajmująca się wyprawianiem skór. Garbarstwo zajmuje się zarówno chemiczną, jak i fizyczną obróbką skór.